# 操作 (心理学)
心理学において操作（そうさ、英語: manipulation）とは、通常、個人的な目的を達成するために不当または不公平な方法で他者に影響を与えたり支配したりするように設計された行為として定義される。他者を操作するために用いられる方法には、誘惑、示唆、強制、脅迫などがあり、これらは他者を服従するように誘導する。操作は他者を犠牲にして用いられるため、一般的に不誠実な形の社会的影響とみなされる。精神障害を除けば、人間は本質的に操作的で欺瞞的な行動が可能であり、主な違いは特定の性格特性や障害にある。

## 区別
操作は一般的な影響力や説得とは異なる。操作は説得と異なり、通常個人の脆弱性を利用することを含む。非操作的な影響力は一般的に無害とされ、影響力の受容や拒否に関する個人の権利を不当に強制するものとはみなされない。説得は、通常特定の目標の文脈内で、他者を望ましい行動へと動かす能力である。説得は多くの場合、個人の信念、宗教、動機、または行動に影響を与えようとする。影響力と説得は厳密に否定的である操作とは異なり、肯定的でも否定的でもない。

## 操作の要素
操作の動機は主に利己的だが、社会的影響の特定のスタイルは他者の利益を意図する場合もある。操作は他者を犠牲にして個人的な目標を追求するための戦略の使用として定義され、通常反社会的行動とみなされる。向社会的行動は他の個人や個人の集団を助けたり利益をもたらしたりすることを意図した自発的な行為であり、共感の重要な部分である。
操作性の異なる測定は、操作の異なる側面や表現に焦点を当て、その予測因子について若干異なる像を描く傾向がある。共感の低さ、自己愛の高さ、自己本位の合理化の使用、高い主体性（支配性）と低い共同性（つまり冷淡さ）によって特徴付けられる対人スタイルといった特徴は、測定全体で一貫している。
操作的な行動は通常、以下の脆弱性を利用する。
| 脆弱性               | 説明 |
| -------------------- | --- |
| 無邪気さまたは未熟さ | 一部の人々が狡猾で不正直で無慈悲であることを受け入れるのが難しすぎる人々、または利用されている場合に否認状態にある人々。彼らは、操作が頻繁に起こりすぎる場合にのみ、操作されているという事実を認識する |
| 過度の良心的さ       | 他者よりも自分に対して厳しすぎる人々は、しばしば操作者を傷つけたことで自分を責めながら、他者に疑いの利益を与え、その立場を理解しようとする傾向が強すぎる                                               |
| 低い自尊心           | 疑念と戦い、自信とアサーティブネスが欠如し、または自分の正当な欲求と必要性を追求する権利に慢性的に自信が持てない人々。攻撃的な性格に挑戦されると、簡単に防衛的になりやすい                             |
| 過度の知性化         | 他者は操作に対する正当で理解可能な理由がある場合にのみ有害なことを行うと信じる人々。操作者の行動のすべての理由を発見し理解することが、状況を変えるのに十分であると自分を欺くかもしれない               |
| 感情的依存           | 服従的または依存的な性格を持つ人々。感情的に依存的であればあるほど、搾取や操作を受けやすくなる |

### ハリエット・B・ブレイカー
ハリエット・B・ブレイカーは、操作者が被害者をコントロールする方法として以下を特定した。
- 正の強化：褒め、表面的な魅力（英語版）、表面的な同情（ワニの涙)、過度の謝罪、金銭、承認、贈り物、注目、作り笑いや微笑みなどの表情、公的な認知を含む
- 負の強化：報酬として否定的な状況から解放する
- ガスライティング：他者に自身の現実を疑わせる
- 間欠的または部分的強化：部分的または間欠的な負の強化は効果的な恐怖の雰囲気（英語版）と疑念を生み出すことができる。部分的または間欠的な正の強化は被害者に持続を促すことができる
- 罰：小言（英語版）、怒鳴り声、サイレントトリートメント、脅迫、脅し、罵り、感情的脅迫（英語版）、罪悪感の誘導（英語版）、ふくれっ面、泣くこと、被害者を演じること（英語版）を含む
- 外傷的一試行学習：支配や優位性を確立するために暴言、爆発的な怒り、その他の威圧的な行動を使用する；そのような行動の一度の出来事でさえ、被害者に操作者を動揺させたり、対立したり、矛盾したりすることを避けるように古典的条件づけまたは訓練することができる

ブレイカーによると、操作者は被害者に存在する可能性のある以下の脆弱性（ボタン）を利用する。
- 喜ばせたいという欲求
- 他者の承認と受容を得ることへの依存
- 感情恐怖症（否定的な感情への恐れ；つまり怒り、欲求不満、不承認を表現することへの恐れ）
- アサーティブネスと「ノー」と言う能力の欠如
- あいまいなアイデンティティ感（柔らかい個人の境界線を伴う）
- 低い自給自足
- 外的な統制の所在の保持

操作者は以下を含むがこれらに限定されない様々な動機を持つ可能性がある。
- 他者への（事実上あらゆる）代償を払って自身の目的と個人的利益を進める必要性
- 他者との関係において力と優位性の感覚を得る強い必要性 - メガロマニア（例えば自己愛性パーソナリティ障害に関連する）と比較[20]
- 支配を感じたいという欲求と必要性
- 自尊心の認識を高めるために他者への力の感覚を得たいという欲望
- 退屈、または自分の環境に飽きること；操作を他者を傷つけることよりもゲームとして見ること
- 隠された議題、犯罪的なものまたはそうでないもの、金銭的操作を含む（被害者の金融資産を得る唯一の目的で、意図的に高齢者や無防備な裕福な人々を標的にする場合によく見られる）
- 根底にある感情（コミットメント恐怖（英語版）を経験することを含む）との同一化の欠如、およびその後の合理化（加害者は意識的に操作するのではなく、むしろ自身の感情の無効性を自分自身に納得させようとする）
- 衝動的および反社会的行動に対するセルフコントロールの欠如 - イメージを維持するための予防的または反応的な操作につながる

### ジョージ・K・サイモン
心理学者ジョージ・K・サイモンによると、成功する心理的操作には主に操作者が以下を行うことが含まれる。
- 攻撃行動的な意図と行動を隠し、愛想の良い態度をとる
- どの戦術が最も効果的である可能性が高いかを判断するために、被害者の心理的脆弱性を知る
- 必要な場合に被害者に害を与えることに良心の呵責を感じない十分な冷酷さを持つ

操作者の手法には以下が含まれる。
| 手法                           | 説明 |
| ------------------------------ | --- |
| 嘘をつくこと（作為による）     | その時点で誰かが嘘をついているかどうかを見分けるのは難しいが、多くの場合、手遅れになってから真実が明らかになる。嘘をつかれる可能性を最小限に抑える一つの方法は、一部のパーソナリティタイプ（特に精神病質者）が嘘をつくことと欺くことの専門家であり、頻繁に、しばしば巧妙な方法でそれを行うことを理解することである |
| 省略による嘘                   | これは真実の重要な部分を控えることによる巧妙な嘘の形である。この手法はプロパガンダでも使用される |
| 否認                           | 操作者は自分が何か間違ったことをしたことを認めることを拒否する |
| 合理化                         | 不適切な行動に対する操作者による言い訳。合理化はスピンと密接に関連している |
| 最小化                         | これは合理化を伴う否認の一種である。操作者は、自分の行動が他者が示唆するほど有害または無責任ではないと主張する |
| 選択的不注意または選択的注意   | 操作者は自分のアジェンダから気をそらす可能性のあるものに注意を払うことを拒否する |
| 気そらし                       | 操作者は率直な質問に対して率直な答えを与えず、代わりに話題を他のトピックに逸らす |
| 回避                           | 気そらしと似ているが、無関係な、長々とした、または曖昧な応答を与える |
| 隠れた脅迫                     | 操作者は暗示的な（微妙な、間接的な、または暗示的な）脅しを使用して被害者を防衛的な立場に追い込む |
| 罪悪感の誘導                   | 特別な種類の脅迫戦術。操作者は誠実な被害者に、十分に気遣っていない、利己的すぎる、または生活が楽すぎると示唆する。これにより被害者は悪い気持ちになり、疑念を持ち、不安を感じ、服従的な立場に留まることになる |
| 恥をかかせること               | 操作者は嫌みと侮辱を使用して被害者の恐怖と自己疑念を増大させる。操作者はこの戦術を使用して他者に価値がないと感じさせ、それによって自分に従わせる。操作者は自分に挑戦しようとすることさえ恥ずかしく感じさせることができる。これは被害者に不適切感を抱かせる効果的な方法である |
| 被害者を悪者にすること         | この戦術は、被害者が自分自身や自分の立場を守ったり擁護したりした時に、操作者が被害者を虐待者として偽って非難する一方で、操作者の攻撃的な意図を隠しながら被害者を防衛的な立場に追い込む強力な手段である |
| 被害者を演じること             | 操作者は残念、同情を得たり、思いやりを引き出したりして他者から何かを得るために、状況や他者の行動の被害者として自分を描く。思いやりがあり誠実な人々は、誰かが苦しむのを見るのに耐えられないことが多く、操作者は協力を得るために同情に訴えかけることが容易だと感じることが多い |
| 奉仕者を演じること             | より高貴な大義への奉仕という装いの下に、利己的なアジェンダを隠すこと |
| 誘惑                           | 操作者は魅力、賞賛、お世辞、または露骨な支持を使用して、他者に防衛を下げさせ、操作者への信頼と忠実を与えさせる。彼らはまた、信頼とアクセスを得るために魅了した無防備な被害者を助けることを申し出る |
| 投影による非難（他者への非難） | しばしば微妙で検出が困難な方法でスケープゴートを操作すること。多くの場合、操作者は自分の考えを被害者に投影し、被害者が何か間違ったことをしたように見せかける。操作者はまた、被害者が騙されて信じ込まされた嘘を信じたことは被害者の責任であると主張し、まるで被害者が操作者に欺瞞的であることを強制したかのようにする。偽りの罪悪感を受け入れるために操作者が使用する部分を除くすべての非難は、被害者に健全な選択、正しい思考、良い行動について罪悪感を感じさせるために行われる。これは心理的および感情的な操作と支配の手段として頻繁に使用される。操作者は嘘について嘘をつき、元の信じがたい話を被害者が信じる「より受け入れられる」真実に再操作するだけである。嘘を真実として投影することは、支配と操作のもう一つの一般的な方法である。操作者は被害者を「そのように扱われて当然」と偽って非難することがある。特に操作者に対する証拠がある場合、彼らはしばしば被害者が狂っているまたは虐待的であると主張する |
| 無実を装うこと                 | 操作者は、与えられた害が意図的でなかったこと、または非難された何かをしていないことを示唆しようとする。操作者は驚きや憤慨の表情を浮かべるかもしれない。この戦術は被害者に自分の判断力を疑わせ、おそらく自分の正気さえも疑わせる |
| 混乱を装うこと                 | 操作者は被害者が話していることについて知らないふりをしたり、彼らの注意を引いた重要な問題について混乱しているふりをしたりする。操作者は被害者に自分の知覚の正確さを疑わせるために意図的に被害者を混乱させ、疑いの余地がある場合のために操作者が意図的に含めた重要な要素を指摘することがある。時には操作者は前もって仲間を使って自分の話を裏付けることがある |
| 怒りを振りかざすこと           | 操作者は被害者を服従させるために十分な感情的な強さと激怒を振りかざすために怒りを使用する。操作者は実際には怒っているわけではなく、ただ演技をしているだけである。彼らはただ自分の欲しいものを欲しがり、拒否されると「怒る」。制御された怒りは、対立を避けたり、真実を語ることを避けたり、意図をさらに隠したりするための操作戦術としてしばしば使用される。被害者を服従させるために脅かしたり威嚇したりするために、操作者が意図的に仕組んだ虐待を警察に通報すると脅すことがしばしばある。被害者が操作者の最初の要求や提案を拒否した場合、暴露による脅迫やその他の脅しは制御された怒りと操作の別の形態である。怒りはまた、不都合な時期や状況で真実を語ることを避けるために防御としても使用される。怒りは調査や疑いを避けるためのツールまたは防御としてしばしば使用される。被害者は操作戦術の代わりに怒りにより焦点を当てるようになる                                                                             |
| バンドワゴン効果               | 操作者は、多くの人々がすでに何かをしたと（真実であるかどうかにかかわらず）主張することで、被害者も同様にすべきだと服従させようとする。このような操作は同調圧力の状況で見られ、操作者が被害者に薬物やその他の物質を試すように影響を与えようとするシナリオでしばしば発生する |

### マーティン・カントル
カントルは2006年の著書『The Psychopathology of Everyday Life: How Antisocial Personality Disorder Affects All of Us』において、精神病質的な操作者に対する脆弱性は以下のようなものがある。
- 依存的 : 依存的な人々は愛される必要があり、したがって騙されやすく、ノーと言うべきことにイエスと言いがちである
- 未熟（英語版） : 判断力が損なわれているため、誇張された広告の主張を信じる傾向がある
- ナイーブ : 世の中に不誠実な人々がいることを信じることができない、またはいたとしても他者を餌食にすることは許されないと当然のことと考える
- 影響を受けやすい : 魅力的な人（英語版）に過度に誘惑される
- 信頼的 : 正直な人々は、しばしば他の全ての人も正直だと仮定する。経歴などを確認せずに、ほとんど知らない人々に自分を委ねる可能性が高く、いわゆる専門家に疑問を投げかける可能性が低い
- 不注意（英語版） : 危害や誤りに十分な考えや注意を払わない
- 孤独 : 孤独な人々は人間との接触の申し出を何でも受け入れる可能性がある。精神病質的な見知らぬ人は代価と引き換えに人間的な付き合いを申し出る可能性がある
- ナルシシスト的 : ナルシシストは不当な追従に陥りやすい
- 衝動的 : 瞬間的な判断をする
- 利他的 : 精神病質の反対。あまりにも正直、あまりにも公平、あまりにも共感的
- 倹約的 : なぜそれが安いのかの理由を知っていても、お買い得品にノーと言えない
- 物質主義的 : 闇金融やギャンブル詐欺の簡単な餌食
- 貪欲 : 貪欲で不誠実な人々は、非道徳的な行動を容易に誘発できる精神病質者の餌食になる可能性がある
- マゾヒスト的 : 自尊心が欠如しているため、無意識のうちに精神病質者に利用されることを許す。罪悪感から自分はそれに値すると考える
- 高齢者 : 高齢者は疲れやすく、マルチタスクの能力が低下する可能性がある。セールストークを聞いているとき、それが詐欺である可能性を考慮する可能性が低い。不運な話を持ちかける人にお金を渡す可能性が高い。高齢者虐待を参照

## 評価ツール

### MACH-IV
操作性はマキャベリアニズム構成概念において見られる主要な特徴である。MACH-IVは、リチャード・クリスティとフローレンス・ガイスによって概念化された、操作的および欺瞞的な行動を測定する一般的で広く使用される心理測定である。

### 感情操作尺度
感情操作尺度は、主に他者を支配する際に感情を有利に使用する傾向を測定するために、2006年に因子分析を通じて開発された10項目のアンケートである。発表当時、感情知能評価は操作的行動を特に検討せず、代わりに主にビッグファイブパーソナリティ特性評価に焦点を当てていた。

### 他者の感情管理尺度
「他者の感情管理尺度」（MEOS）は、2013年に因子分析を通じて他者の感情を変化させる能力を測定するために開発された。調査質問は6つのカテゴリーを測定する。気分（または感情状態）の向上、気分の悪化、感情の隠蔽、非真正性の能力、貧弱な感情スキル、気分を向上させるための気そらしの使用である。向上、悪化、気そらしのカテゴリーは、操作的行動の能力と意欲を特定するために使用されてきた。MEOSは感情知能の評価にも使用されており、HEXACOパーソナリティ構造モデルと比較され、MEOSの非真正性能力カテゴリーはHEXACOの正直さ-謙虚さの低得点に対応することが判明した。

## 操作とパーソナリティ障害
操作的傾向は、自己愛性パーソナリティ障害、反社会性パーソナリティ障害、境界性パーソナリティ障害などのパーソナリティ障害クラスターBから生じる可能性がある。操作的行動は、心の知能指数のレベルとも関連している。操作の議論は、どの行動が具体的に含まれるか、一般集団を指すのか臨床的文脈を指すのかによって異なる可能性がある。
反社会性パーソナリティ障害は、他者への欺瞞と操作を明示的な基準として特徴とする。これは、嘘をつくことや表面的なカリスマ性の表示から、別名や変装の頻繁な使用、犯罪的な詐欺まで多岐にわたる。DSM-5のセクションIIIにおけるパーソナリティ障害の代替モデル（AMPD）では、ASPDの診断に操作的行動の存在が必要とされ、7つの列挙された症状のうち2つの症状（欺瞞性と操作性）がそのような傾向を反映しており、診断には6つが必要である（他は衝動性、無責任さ、リスクテイキング、冷淡さ、敵意である）。関連する症候群である精神病質もまた、個人的利益のための病的な嘘と操作、および表面的な魅力を主要な特徴としている。
境界性パーソナリティ障害は、「境界性」の操作が意図的でない機能不全的な操作として特徴づけられる点でグループの中でユニークである。マーシャ・リネハンは、境界性パーソナリティ障害を持つ人々は、真に操作的ではない行動を示すことが多いが、誤ってそのように解釈されると述べている。リネハンによると、これらの行動は強い痛みの無意識的な表れとして現れることが多く、真に操作的とみなされるほど意図的ではないことが多い。DSM-Vでは、操作は境界性パーソナリティ障害の定義的特徴から削除された。
行為障害は、子どもと青年期に現れる反社会的行動である。この障害を持つ個人は、共感の欠如、罪悪感の低さ、浅い感情性によって特徴づけられる。攻撃性と暴力は、この障害を持つ個人を特徴づける2つの要因である。子どもがこの障害と診断されるためには、その行動が少なくとも12か月間一貫している必要がある。
虚偽性障害は、個人が意図的に何らかの状態の症状を、身体的または心理的に偽装する精神疾患である。病気を作り出すことにより、個人はスリルを感じ、病院への入院や治療において無償の援助を受けることができる。持続性の感情、幼少期の虐待、過度の思考は、境界性パーソナリティ障害に関連するこれらの個人にとって一般的であった。
演技性パーソナリティ障害は、劇的で注目を求める行動によって特徴づけられるパーソナリティ障害である。この性格障害を持つ個人は、不適切な魅惑的戦術と不規則な感情パターンを示す。演技性の症状には「安心を求めること、感情の切り替え、不快感」が含まれる。演技性パーソナリティ障害と自己愛性パーソナリティ障害は、決定が散発的で信頼できないという点で重複する。
自己愛性パーソナリティ障害は、優越性の信念、誇示性、自己中心性、共感の欠如によって特徴づけられる。NPDを持つ個人は魅力的であり得るが、対人領域において搾取的な行動も示す。彼らは成功、美によって動機づけられ、資格意識を持つ可能性がある。この障害を持つ人々は、しばしば自己主張的な自己高揚と敵対的な自己保護に従事する。これらの要因はすべて、自己愛性パーソナリティ障害を持つ個人が他者を操作することにつながる可能性がある。
ICD-11のパーソナリティ病理の次元モデルの下では、欺瞞的、操作的、搾取的な行動は、非社会性特性の「共感の欠如」領域の主要な表現である。

## 操作的行動への対抗
多くの人々が、潜在的な被害者が操作の試みを特定し、被害化を防ぐための行動をとる方法を提案している。

### 操作の特定
操作は、いくつかの確立された戦術と行動的徴候を通じて特定できる。罪悪感の誘導は、操作者が被害者を支配する手段として不当な罪悪感を引き起こすことができる場合に発生し、一方でガスライティングは、操作者が現実の歪曲を通じて被害者に自分自身と自分の信念を疑わせることを含む。もう一つの戦術はラブボミングで、操作者は信頼を形成することを通じて被害者をより良く支配しようとする試みにおいて、不合理な速度で愛情を高めることがある。
操作を特定するのに役立ついくつかの行動的な警告サインがあり、これには操作者の行動と言葉が一致しない不一致、不当な賞賛と過度の褒め言葉として現れる過度のお世辞、操作者が被害者を友人や家族から分離しようとする孤立化の試みが含まれる。

### 操作の防止
健全な境界の確立には2つの主要な要素、境界の定義と尊重パラメータのための言語的コミュニケーション、および非攻撃的な立場維持のためのアサーティブネストレーニングが必要である。感情の認識とプロセスのための系統的な自己反省手順とマインドフルネス演習の実施から成る感情認識モニタリング。自尊心の構築には、困難な時期における自己思いやりの実践と、自信を高めるための肯定的な確認の使用が含まれる。支援を求めることには、専門的な治療と操作的影響を管理するための支援的な社会ネットワークの活用が含まれる。操作について学ぶことには、関連する方法論の研究と保護的スキルを開発するための教育的ワークショップへの参加が含まれる。操作がハラスメントや虐待にエスカレートする場合、適切な保護措置を追求するために法的相談が必要になる可能性がある。

### 書籍
- Intrusive Parenting: How Psychological Control Affects Children and Adolescents. (2001). ISBN 978-1-55798-828-7
- Innovative Strategies for Unlocking Difficult Children: Attention Seekers, Manipulative Students, Apathetic Students, Hostile Students. YouthLight. (1998). ISBN 978-1-889636-08-5
- But He Says He Loves Me: How to Avoid Being Trapped in a Manipulative Relationship. Allen & Unwin. (2008). ISBN 978-1-74175-196-3
- Stop Negotiating With Your Teen: Strategies for Parenting Your Angry, Manipulative, Moody, or Depressed Adolescent. Penguin. (2002). ISBN 978-0-399-52789-0
- The Gaslight Effect: How to Spot and Survive the Hidden Manipulation Others Use to Control Your Life（英語版）. Harmony/Rodale. (2007). ISBN 978-0-76792782-6
- The Manipulative Child: How to Regain Control and Raise Resilient, Resourceful, and Independent Kids. Random House Publishing. (1998). ISBN 978-0-553-37949-5

### 学術文献
- “The manipulative personality.”. Archives of General Psychiatry 26 (4):  318–321. (April 1972). doi:10.1001/archpsyc.1972.01750220028005. PMID 5013516.
- “Tactics of manipulation.”. Journal of Personality and Social Psychology 52 (6):  1219–1229. (June 1987). doi:10.1037/0022-3514.52.6.1219. PMID 3598864.
- “Then again, what is manipulation? A broader view of a much-maligned concept.”. Philosophical Explorations 25 (2):  170–188. (May 2022). doi:10.1080/13869795.2022.2042586.
- “Modulated feelings: the Pleasurable-Ends-Model of manipulation.”. Philosophical Inquiries 6 (2):  25–44. (August 2018). doi:10.4454/philinq.v6i2.202.